# 広瀬村 (新潟県北魚沼郡1901年)
広瀬村（ひろせむら）は、かつて新潟県北魚沼郡にあった村。

## 沿革
- 1889年（明治22年）4月1日 - 町村制施行に伴い北魚沼郡赤土村、須川村、三淵沢村、大倉沢村、大倉村が合併し、広瀬村が発足。
- 1901年（明治34年）11月1日 - 北魚沼郡須原村と合併し、須原村を新設して消滅。